# Pararete gerlachei
Pararete gerlachei är en svampdjursart som först beskrevs av Topsent 1901.  Pararete gerlachei ingår i släktet Pararete och familjen Euretidae. Inga underarter finns listade i Catalogue of Life.